# 密速平
密速平（高棉语：មាស សុភា）亦译：密索皮，据说其有柬埔寨华人血统，生于1955年，柬埔寨王家军队（王家部队）高级将领。截至2013年，他是柬埔寨王家军队副总司令，柬埔寨王家陸軍总司令。

## 早期生活和教育
密速平将军于1955年4月9日出生柬埔寨贡布省，由于当时柬埔寨发生内战，16岁时的他参加了柬埔寨民族统一阵线解放运动。
密速平小时侯就读于当地的Banieve小学。从1969年到1970年，他是Chhouk学校高中生。由于柬埔寨内战，1975年和1977年之间和2010年，当时的密速平赴越南完成他的学业研究，获得文凭。学士学位，硕士学位，军事科学博士等学位。

## 家庭
1980年，密速平将军與Chhor Borey女士结婚，育有三女一子。

## 军事经验
- 密速平将军带领亲政府的军队在拜林、柏威夏、噢斯马、戈公省和马德望等地击退了红色高棉的游击队。
- 1997年7月政变中，密速平将军成功地击退了红色高棉游击队和忠于拉那烈亲王的500名戰士。
- 1998年密速平将军亲自指挥，击败了在安隆汶红色高棉部队的最后一个据点，导致红色高棉高層领导人塔莫被捕获。